# ПАК ДА
Перспективный авиационный комплекс дальней авиации (ПАК ДА, Посланник, заводское обозначение: «изделие 80») — проект российского стратегического бомбардировщика-ракетоносца нового поколения, разрабатываемый компанией АО «Туполев». Проект не является развитием или модернизацией уже существующих машин, а представляет собой новый летательный аппарат.
Работы по проработке концепции данного изделия начались в 2009 году, первый полёт в настоящее время предполагается осуществить в 2025 году, принятие на вооружение — до 2027 года. В будущем ПАК ДА должен частично заменить стоящие на вооружении российских ВКС самолёты дальней (стратегической) авиации Ту-95 и частично взять на себя функции Ту-160 и Ту-22М3.

## История
В августе 2009 года между Минобороны России и компанией «Туполев» был подписан контракт на проведение НИОКР по созданию ПАК ДА сроком на 3 года. По заявлениям генерального конструктора компании «Туполев» Игоря Шевчука, «научно-исследовательские работы надо рассматривать как создание некоего научно-технического задела по данной тематике. Это не только и не столько военная тематика, сколько проработка вопросов аэродинамики, прочности, новых материалов и технологий».
По словам заместителя министра обороны Поповкина, технический проект нового бомбардировщика должен быть полностью завершён к 2015 году.
В августе 2012 года было объявлено, что предварительный проект ПАК ДА уже завершён и утверждён, начинаются опытно-конструкторские работы по нему. Проект самолёта был утверждён в марте 2013 года.
При рассмотрении предэскизного проекта среди концепций, разработанных коллективами ЦАГИ и «Туполева», предпочтение было отдано разработке КБ «Туполева». Самолёт выполнен по схеме «летающее крыло». Значительный размах крыльев и особенности конструкции не позволят самолёту преодолеть скорость звука, вместе с тем будет обеспечена пониженная заметность для радаров.
В апреле 2014 года стало известно, что конструкторское бюро имени Туполева завершило этап предэскизного проектирования перспективного авиационного комплекса дальней авиации.
В июне 2014 года появились сведения о предполагаемом разработчике двигательной установки нового ракетоносца. Новый двигатель должен быть создан самарской двигателестроительной фирмой «Кузнецов», которая выиграла конкурс на соответствующую работу. Двигатель будет создан с использованием технологий газогенератора двигателя НК-32. Предположительно, речь идёт о проекте двигателя НК-65.
14 февраля 2019 года разработчики и заказчики утвердили окончательный эскиз ПАК ДА. Согласованы необходимые характеристики самолёта, который придёт на смену стоящим сейчас на вооружении ВКС России ракетоносцам-бомбардировщикам Ту-160, Ту-22М3 и Ту-95. Как сообщили источники в российском ОПК, «подписаны все контрактные документы, необходимые для производства образцов». В августе 2019 года утверждены техтребования и начаты подготовительные этапы проектирования.
В 2020 году началась сборка первых опытных образцов бомбардировщика пятого поколения для наземных и статических испытаний.
Двигатель будущего бомбардировщика планировалось начать испытывать на Ил-76 в 2020 году. Опытный образец двигателя был изготовлен в 2020 году, испытан в 2022, началась подготовка к его производству. Проблемы с двигателем, наряду с отвлечением ресурсов на войну с Украиной, являются одной из главных причин задержки проекта.

## Состояние и перспективы проекта
Проектируемый самолёт имеет внутренний индекс конструкторского бюро «изделие 80». Изготовление опытных образцов и развёртывание серийного производства предполагается на казанском авиазаводе «КАПО им. Горбунова», который является производственным филиалом ОАО «Туполев».
По словам командующего дальней авиацией ВКС России Анатолия Жихарева, речь идёт о принципиально новом самолёте с прицельно-навигационным комплексом. Такой самолёт должен быть способен применять все существующие и перспективные виды оружия, стоящие на вооружении ВКС России, должен быть оснащён новейшими системами связи и радиоэлектронной борьбы, а также обладать малой заметностью.
Также планируется использовать самолёт в роли дальнего перехватчика и даже в качестве платформы для запуска космических аппаратов.

## Предполагаемые параметры комплекса
Некоторые эксперты предполагают следующие лётно-технические характеристики ПАК ДА:
- Двигатели: изделие РФ ОАО «Кузнецов»
- Тяга максимальная: 24 тс
- Максимальная взлётная масса: 145 тонн[17]
- Масса полезной нагрузки: 30[17][21]-35 тонн
- Масса топлива: максимальная масса топлива (без учёта дозаправки) не определена
- Максимальная скорость: дозвуковая[11], 800 км/ч[21]
- Дальность: 12 000[21] или 15 000[25] км
- Практический потолок: 20 000 м[21]
- Длительность полёта: до 30 часов[26]
- Экипаж: 4 человека[12]
- Вооружение: крылатые ракеты Х-БД и Х-101 (одновременно способен нести не менее 12 шт.)[17], а также ракеты Х-55, Х-47 «Кинжал» и перспективная Х-95[21]

В качестве возможного вооружения в разное время также назывались:
- ракеты «воздух-воздух» и противоспутниковое оружие[21];
- существующие и перспективные крылатые ракеты стратегического класса, противокорабельные ракеты, высокоточные бомбы, оборонительное авиационное вооружение;
- специальные авиабомбы разработки ВНИИТФ[27];
- гиперзвуковое оружие[4].

## Критика
Американский журнал The National Interest неоднократно скептически высказывался о ПАК ДА, называя его «пустой угрозой» и предполагая, что он «ничего не разбомбит».
ПАК ДА должен был стать российским конкурентом американских стоящего на вооружении B-2 и нового B-21 «Raider». Однако B-21, разработка которого началась в 2014 году, уже в 2023 году совершил первый полёт, тогда как сроки по проекту ПАК ДА неоднократно переносились. На фоне недостатка ресурсов из-за войны с Украиной проект может быть ещё больше замедлен, а то и вовсе заморожен. Также, несмотря на заявление Дениса Мантурова о независимости проекта от импортных комплектующих, санкции всё же могут помешать разработке и постройке самолёта.